# Mindig eljön az éj
A Mindig eljön az éj (eredeti cím: Night Always Comes) 2025-ben bemutatott amerikai bűnügyi filmthriller, amelyet Sarah Conradt forgatókönyvéből Benjamin Caron rendezett, Willy Vlautin 2021-es The Night Always Comes című regényének adaptációjaként. A főbb szerepekben Vanessa Kirby (aki a film egyik producere is), Jennifer Jason Leigh, Zack Gottsagen, Stephan James, Randall Park, Julia Fox, Michael Kelly és Eli Roth látható.
A filmet 2025. augusztus 15-én mutatta be a Netflixen.

## Cselekmény
Az édesanyjáról, Doreenről és bátyjáról, Kennyről gondoskodó Lynette nagy problémákkal szembesül. 24 órán belül vissza kell fizetnie régi adósságait, és elegendő pénzt kell szereznie ahhoz, hogy megtarthassa a házat, amelyet családja évtizedek óta bérbe vett. A kétségbeesett nő a Csendes-óceán északnyugati partvidékén próbál pénzt gyűjteni.

## Szereplők
| Szerep  | Színész              | Magyar hang     |
| ------- | -------------------- | --------------- |
| Lynette | Vanessa Kirby        | Bánfalvi Eszter |
| Doreen  | Jennifer Jason Leigh | Murányi Tünde   |
| Kenny   | Zack Gottsagen       | Dankó István    |
| Cody    | Stephan James        | Lukács Dániel   |
| Scott   | Randall Park         | Janicsek Péter  |
| Gloria  | Julia Fox            | Dobó Enikő      |
| Tommy   | Michael Kelly        | Rajkai Zoltán   |
| Blake   | Eli Roth             | Ficza István    |

### Magyar változat
- Magyar szöveg: Tukora Katinka
- Hangmérnök: Horváth Bence
- Vágó: Sári-Szemerédi Gabriella
- Gyártásvezető: Kincses Tamás
- Szinkronrendező: Nikas Dániel
- Produkciós vezető: Kónya Andrea

A szinkront a Mafilm Audió Kft. készítette el.

## A film készítése
2024 márciusában bejelentették, hogy a filmet az Aluna Entertainment fogja készíteni a Netflixszel kötött megállapodás értelmében. A filmet Sarah Conradt írta és Benjamin Caron rendezte; a történet alapjául Willy Vlautin 2021-es regénye szolgált. Vanessa Kirby lett a film főszereplője és társproducere is. A producerek között szerepelt Lauren Dark, Benjamin és Jodie Caron, Gary Levinsohn és Billy Hines is. A szereplőket Jennifer Jason Leigh, Zack Gottsagen, Stephan James, Julia Fox, Eli Roth, Randall Park és Michael Kelly egészítette ki.
A forgatás 2024 tavaszán kezdődött az oregoni Portlandben.

## Fogadtatás
A Rotten Tomatoes weboldalon 55%-os értékelést kapott 33 kritika alapján. A Metacritic oldalán 100-ból 62 pontot kapott 12 pozitív kritika alapján, ami „általánosságban kedvező” értékelést jelent.